# خوان خوزه پیزوتی
خوان خوزه پیزوتی (انگلیسی: Juan José Pizzuti؛ زادهٔ ۹ مهٔ ۱۹۲۷ – درگذشته ۲۴ ژانویه ۲۰۲۰) بازیکن فوتبال اهل آرژانتین بود.
از باشگاه‌هایی که در آن بازی کرده‌است می‌توان به باشگاه فوتبال راسینگ کلوب آویاندا، و باشگاه فوتبال ریور پلاته، باشگاه فوتبال بوکا جونیورز، باشگاه فوتبال بانفیلد، باشگاه فوتبال راسینگ کلوب آویاندا، و باشگاه فوتبال بوکا جونیورز اشاره کرد.
وی همچنین در تیم ملی فوتبال آرژانتین بازی کرده‌است.